# Ludwig Bindervoet
 (février 2019).
Si vous disposez d'ouvrages ou d'articles de référence ou si vous connaissez des sites web de qualité traitant du thème abordé ici, merci de compléter l'article en donnant les références utiles à sa vérifiabilité et en les liant à la section « Notes et références ».
Ludwig Bindervoet, né le 4 octobre 1986 à Amsterdam,, est un acteur néerlandais.

## Filmographie

### Cinéma et téléfilms
- 2007-2011 : Flikken Maastricht : Deux rôles (Mart Hendriks et Twan Meerbeek)
- 2008 : Voetbalvrouwen (nl) : Dylan Woesthoff
- 2010 : Sterke verhalen (nl) : Dikke Gekken
- 2011 : Van God Los (nl) : Daan
- 2011 : Seinpost Den Haag (nl) : Le déversoir allemand
- 2012 : Dokter Deen (nl) : Jim
- 2012 : Oom Henk (nl) : Le garçon de rue
- 2012 : Sevilla : Boris
- 2012-2014 : Dokter Tinus : Gijs de Groot
- 2013 : Moordvrouw : Ruud Vaassen
- 2014 : Johan: logisch is anders (nl) : Van Beveren
- 2014 : De liefde van mijn leven : Le jeune Pieter
- 2015 : Dames 4 (nl) : Bas
- 2015 : Ik geloof dat ik gelukkig ben : Kris Brandt
- 2017 : Off Track (nl) : Gergor
- 2018 : Zuidas (nl) : Boye Stopler
- 2018 : LOIS (nl) : Milan Huizinga